# Sorry to Bother You
Pour les articles homonymes, voir Sorry to Bother You (film).
Albums de The Coup
Pick a Bigger Weapon
(2006)
Sorry to Bother You est le sixième album studio de The Coup, sorti le 30 octobre 2012.
L'album s'est classé 7e au Billboard Top Heatseekers, 22e au Top Rap Albums et 48e au Top Independent Albums.

## Liste des titres
| No  | Titre                                                            | Durée |
| --- | ---------------------------------------------------------------- | ----- |
| 1.  | The Magic Clap                                                   | 3:12  |
| 2.  | Strange Arithmetic                                               | 4:05  |
| 3.  | Your Parents' Cocaine                                            | 2:33  |
| 4.  | The Gods of Science                                              | 3:07  |
| 5.  | My Murder, My Love                                               | 3:33  |
| 6.  | You Are Not a Riot (An RSVP from David Siquieros to Andy Warhol) | 3:14  |
| 7.  | Land of 7 Billion Dances                                         | 3:26  |
| 8.  | Violet                                                           | 4:34  |
| 9.  | This Year                                                        | 4:04  |
| 10. | We've Got to Teach You, Cassius Green                            | 4:42  |
| 11. | Long Island Iced Tea, Neat                                       | 2:04  |
| 12. | The Guillotine                                                   | 4:45  |
| 13. | WAVIP                                                            | 3:06  |